# The Tree of Life
Pour les articles homonymes, voir L'Arbre de vie.
Ne doit pas être confondu avec Tree of Life.
Pour plus de détails, voir Fiche technique et Distribution.
The Tree of Life : L'Arbre de vie ou L'Arbre de la vie au Québec (The Tree of Life) est un film américain écrit et réalisé par Terrence Malick, interprété par Brad Pitt, Sean Penn et Jessica Chastain, sorti le 16 mai 2011.
Conçu comme « une épopée cosmique, un hymne à la vie », il porte un regard croisé sur la genèse de l'humanité et la jeunesse difficile d'un garçon des années 1950,.
Après l'annulation de sa présentation en avant-première au Festival de Cannes 2010 en raison de retards de montage, le film y est finalement présenté l'année suivante et remporte la Palme d'or.

## Synopsis
Dans les années 1960, madame O'Brien (Jessica Chastain) reçoit un télégramme lui apprenant le décès de l'un de ses fils, âgé de 19 ans.
Plus tard, architecte dans une grande ville américaine, Jack O'Brien (Sean Penn), son fils aîné, se rappelle son enfance par retours en arrière et se questionne sur le monde, ce qui occasionne une longue digression où sont évoqués l'origine du monde, les dinosaures, les éruptions volcaniques, la naissance, les limbes, et la fin de l'Univers.
Lors de son adolescence dans le Texas des années 1950, Jack se heurte à l'éducation autoritaire d'un père (Brad Pitt) ambitieux et individualiste qui peine à s'intéresser à sa famille. Cet ingénieur rêvait d'être un grand pianiste. La mère, femme au foyer aimante et sensible, tente par son amour de donner foi en la vie à ses trois enfants, mais sa soumission à son mari tyrannique est prise comme une trahison par Jack. Celui-ci, désespéré d'obtenir l'estime de son père, découvre peu à peu une part violente et sombre en lui.

## Fiche technique
- Titre français : The Tree of Life : L'Arbre de vie
- Titre québécois : L'Arbre de la vie
- Titre original : The Tree of Life
- Réalisation : Terrence Malick
  - Première assistante réalisation : Bobby Bastarache
  - Secondes assistantes réalisation : Cleta Elaine Ellington et Katie Tull
- Scénario : Terrence Malick
- Directeur de la photographie : Emmanuel Lubezki
- Montage : Hank Corvin, Jay Rabinowitz, Daniel Rezende, Billy Weber et Mark Yoshikawa
- Direction artistique : David Crank
- Décors : Jack Fisk
- Costumes : Jacqueline West
- Musique : Alexandre Desplat
- Production : Dede Gardner, Sarah Green, Grant Hill et Bill Pohlad
  - Production exécutive : Donald Rosenfeld
  - Production associée : Ivan Bess, Nicolas Gonda, Sandhya Shardanand, Brad Pitt
- Superviseurs des effets visuels : Dan Glass, Tom Debenham, Dominic Parker, Olivier Dumont et Bryan Hirota
- Sociétés des effets visuels : Double Negative, Method Studios et Prime Focus
- Sociétés de production : River Road Entertainment, Cottonwood Pictures et Plan B Entertainment
- Distribution : Fox Searchlight
- Budget : 32 000 000 $
- Pays de production : États-Unis
- Langue : anglaise
- Format : Couleur par De Luxe  — 1.85 : 1 • 35 mm — Dolby - DTS
- Genre : Drame
- Durée : 139 minutes
- Dates de sortie :
  - France : 16 mai 2011 (festival de Cannes 2011 et salles, le même jour)
  - États-Unis, Canada : 27 mai 2011
  - Belgique, Suisse : 18 mai 2011
- Distributeurs initiaux :
  - Belgique : Belga Films
  - États-Unis, Canada : Fox Searchlight
  - France : EuropaCorp Distribution

## Distribution

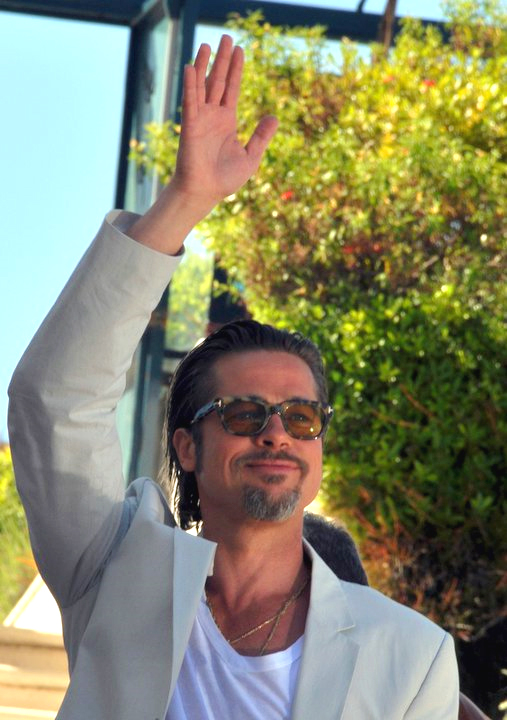
Brad Pitt lors de la présentation du film au festival de Cannes 2011.

- Brad Pitt (VF : Jean-Pierre Michaël - VQ : Alain Zouvi[4]) : M. O'Brien
- Jessica Chastain (VF : Françoise Cadol - VQ : Mélanie Laberge) : Mme O'Brien
- Sean Penn (VF : Emmanuel Karsen - VQ : Sébastien Dhavernas) : Jack adulte
- Hunter McCracken (VF : Abraham Rist - VQ : Nicolas DePasillé-Scott) : le fils aîné de M. O'Brien / Jack enfant
- Laramie Eppler (VQ : Xavier Laplante) : le cadet / R.L.
- Tye Sheridan (VQ : Alexis Plante) : le benjamin / Steve
- Fiona Shaw (VF : Marie-Laure Beneston - VQ : Élise Bertrand) : la grand-mère
- Kari Matchett : l'ex-amie de Jack
- Joanna Going : l'épouse de Jack
- Jackson Hurst : Oncle Ray
- Jennifer Sipes : la sixième femme
- Brenna Roth : une femme
- Crystal Mantecon : Elisa
- Kimberly Whalen : Mme Brown
- Will Wallace : Will
- Lisa Marie Newmyer : la première femme
- Brayden Whisenhunt : Jo Bates
- Tamara Jolaine : Mme Stone
- Michael Showers : M. Brown
- Hannah Wells : une nageuse
- Tom Townsend : Randy
- Carlotta Maggiorana : Susy

 Source et légende : version française (VF) sur RS Doublage ; version québécoise (VQ) sur Doublage.qc.ca

## Production

### Développement du projet

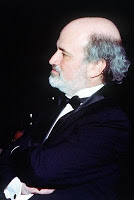
Le réalisateur Terrence Malick, à la première du film.

Terrence Malick avait l'idée de faire une épopée sur l'origine du monde et la naissance de l'humanité depuis les années 1970 et son film Les Moissons du ciel. Il était déjà prévu qu'il travaille avec le producteur Bill Pohlad. Celui-ci raconte le moment où il a reçu le scénario : « J'avais eu le temps de m'habituer au style d'écriture de Terrence et à sa narration si particulière. C'était un texte magnifique mais qui n'était pas rédigé comme un scénario classique. En réalité, cela se rapprochait davantage d'un poème. Je ne sais pas trop à quoi je m'attendais quand j'ai commencé à le lire mais il m'a profondément bouleversé. C'était à la fois l'histoire intimiste et forte d'une famille et un récit à la dimension épique ».
Pour la première fois de sa carrière, Malick doit faire appel à des effets spéciaux complexes, pour les scènes ayant trait à l'origine du monde, la naissance de la Terre puis de l'humanité. Il consulte donc Douglas Trumbull, qui a réalisé notamment les effets de 2001, l'Odyssée de l'espace et de Blade Runner. Ils décident d'utiliser très peu l'informatique pour réaliser ces images. Trumbull explique : « Nous avons, Terrence et moi, le même point de vue sur les effets visuels qui, à notre avis, doivent sembler réalistes. On cherche tous les deux à repousser les limites du cinéma. Ce n'est pas tant qu'on ne voulait pas recourir à l'informatique – on s'en est pas mal servis et certains plans infographiques sont épatants – mais, par exemple, quand on voit des dinosaures, ils ont l'air de créatures réelles et on les a ensuite incrustés dans un monde complètement réel. Ce n'est donc pas un univers virtuel dans lequel on aurait incrusté une créature virtuelle. Seuls 10 à 20 % de ces images relèvent de l'infographie, mais il est impossible de distinguer, au sein de chaque plan, ce qui est virtuel de ce qui est réel et qui correspond à la vision du monde de Terrence. » Ils installent un laboratoire à Austin, au Texas, où ils pratiquent de nombreuses expériences, notamment au microscope, avec de nombreux produits : « On a utilisé des produits chimiques, de la peinture, des teintures fluorescentes, de la fumée, des liquides, du dioxyde de carbone, des fusées éclairantes et des toupies géantes, et on s'est appuyé sur la dynamique des fluides et sur des éclairages et appareils photo à grande vitesse pour en étudier l'efficacité. On a vraiment pu expérimenter plusieurs hypothèses en toute liberté, ce qui est très rare quand on travaille sur un film. Terrence n'avait aucune idée préconçue du résultat final. Par exemple, on s'est retrouvé à verser du lait à travers un entonnoir, qu'on a recueilli dans un bac étroit : on a filmé cette expérience avec une caméra à haute vitesse, en l'éclairant soigneusement et en utilisant un nombre suffisant d'images par seconde pour donner le sentiment d'un mouvement cosmique spectaculaire. »

### Lieux de tournage
La piscine naturelle Hamilton Pool Preserve, située à environ 37 km à l'ouest d'Austin, au Texas, est l'un des sites de tournage du film.

### Casting

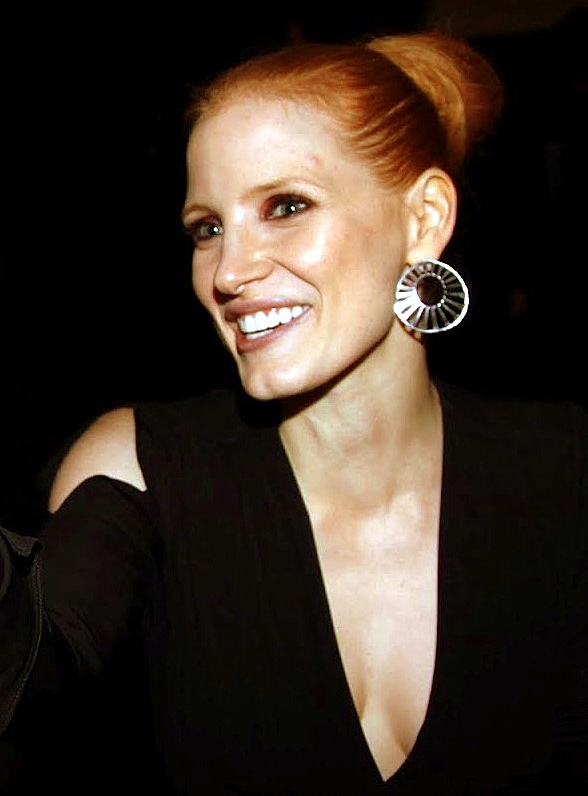
L'actrice Jessica Chastain, l'année de sortie du film.

Brad Pitt était d'abord engagé dans le film uniquement en tant que producteur. Malick portait d'abord son choix sur Colin Farrel ou Heath Ledger pour incarner Mr. O'Brien. C'est quand Malick lui a fait lire le scénario que l'acteur s'est senti totalement en phase avec le personnage, et a insisté pour tenir le rôle. En revanche, Malick avait directement pensé à Sean Penn, avec qui il avait déjà travaillé pour La Ligne Rouge, pour incarner le rôle de Jack adulte. D'autant plus que Sean Penn avait déjà travaillé avec Bill Pohlad pour Into the Wild. 
C'est la directrice de casting Francine Maisler qui a trouvé Jessica Chastain pour incarner le rôle de Mme O'Brien. Elle explique ainsi que : « Terrence recherchait une comédienne qui puisse habiter le personnage à travers ses moments de silence et ses dialogues. La première fois que j'ai vu Jessica, j'ai su qu'elle s'imposerait dans le rôle sans qu'elle ait à dire quoi que ce soit. Ce genre de situation ne se produit pas souvent ».

### Bande originale et morceaux du film
Les pièces suivantes sont présentes dans le film :
- La Moldau/Vltava : poème symphonique appartenant au cycle Má Vlast de Bedřich Smetana.
- Les Barricades mystérieuses de François Couperin.
- Funeral March de Patrick Cassidy (extrait de l'album Famine Remembrance).
- Lacrimosa de Zbigniew Preisner.
- Toccata et fugue en ré mineur de Jean-Sébastien Bach.
- Fugue en ré dièse mineur de Jean-Sébastien Bach.
- Funeral Canticle de John Tavener
- Harold en Italie de Hector Berlioz
- Symphonie nº 1 Titan de Gustav Mahler
- Symphonie nº 4 de Johannes Brahms
- Symphonie nº 3, dit "Des chants plaintifs" de Henryk Gorecki
- Requiem de Berlioz, dernier mouvement utilisé pour la fin du film. D'autres extraits sont utilisés à d'autres moments.

À l'instar de Stanley Kubrick, à qui il est beaucoup comparé,,, Malick utilise en grande partie des morceaux de musique classique. La musique est par ailleurs très présente dans le film, du début à la fin, car il y a très peu de dialogues.
L'expression du deuil de la mère commence avec la musique de Zbigniew Preisner, Lacrimosa, extrait de son album Requiem for my friend, en même temps que des images sur la genèse du monde prennent le relais du récit et suscitent une  réflexion métaphysique sur la création.
La partie originale de la bande sonore est réalisée par le français Alexandre Desplat.

## Accueil

### Présentation au festival de Cannes
Le film devait être présenté en avant-première au Festival de Cannes 2010 mais la projection a été annulée car des retards de montage ne permettaient pas de le présenter avant juin 2010. Il est cependant sélectionné en compétition officielle l'année suivante, et est projeté le 16 mai 2011.

### Accueil critique
The Tree of Life recueille, à la fin de cette présentation, des réactions contrastées de la presse, entre huées et applaudissements. Certains critiques louent avec ferveur ce film qui s'éloigne des canons d'Hollywood et possède une immense esthétique, comme c'est le cas des Cahiers du cinéma qui notent que : « C'est dans ses mouvements ascendants ou erratiques, décrivant des ouvertures permanentes, à la fois joyeux et effrayants, que The Tree of Life trouve toute sa profonde légèreté : quand l'élégie des origines est aussi un art de la fugue. », le plaçant cette même année en deuxième place ex æquo  avec L'Étrange Affaire Angélica dans leur Top Ten de fin d'année. L'Express en fait une critique assez élogieuse : « Il y a de l'émotion et du sentiment, des questions sans réponses et des portes qui s'ouvrent. De la maîtrise et de l'organique, comme un oxymore magnifique qui dit la force du cinéma lorsqu'il ressemble à ce point à une offrande faite à la nature et à l'humanité. » Mais d'autres vont s'avérer plus sévères, critiquant par exemple la religiosité appuyée du film, par exemple Le Nouvel Observateur : « Malick est un chrétien qui ne touche plus terre. », ou Les Inrockuptibles : « The Tree of Life, comme tous les Malick, est empreint de spiritualité. Mais ici, c'est rien de le dire. Le film ressemble parfois à un clip born-again Christian, à une publicité pour secte new age. Les visions cosmiques de Malick ne sont pas toujours d’une grande légèreté, d'une totale finesse, d’une réinvention plastique évidente. »

### Box office
| Pays ou région    | Box-office      | Date d'arrêt du box-office | Nombre de semaines |
| ----------------- | --------------- | -------------------------- | ------------------ |
| États-Unis Canada | 13 305 665 $    | 27 octobre 2011            | 22                 |
| France            | 872 895 entrées | 18 octobre 2011            | 22                 |
| Mondial           | 61 721 826 $    |                            |                    |

Le film sort le 27 mai aux États-Unis, dans seulement 4 salles, et figure à la 15e place du Box Office hebdomadaire. Les trois semaines suivantes, il est présenté dans un plus grand nombre de cinémas et dépasse les 3 millions de dollars de recette.

## Distinctions

### Récompenses
- Festival de Cannes 2011 : Palme d'or
- Los Angeles Film Critics Association 2011 : Meilleur réalisateur pour Terrence Malick

### Nominations
- David di Donatello 2012 : meilleur film étranger
- Oscars 2012 : 
  - meilleur film
  - meilleur réalisateur pour Terrence Malick
  - meilleure photographie pour Emmanuel Lubezki

## Analyse
Le film s'ouvre par une citation du livre de Job : « Où étais-tu quand je fondais la terre ? Dis-le, si tu as de l'intelligence. Qui en a fixé les dimensions, le sais-tu ? Qui a tendu sur elle le cordeau ? Sur quoi ses bases sont-elles appuyées ? Qui en a posé la pierre angulaire, alors que les étoiles du matin éclataient en chants d'allégresse et que tous les fils de Dieu poussaient des cris de joie ? » (Livre de Job, chapitre 38, versets 4,7).